# Monument (Pennsilvània)
Monument és una concentració de població designada pel cens dels Estats Units a l'estat de Pennsilvània. Segons el cens del 2000 tenia 133 habitants.

## Demografia
Segons el cens del 2000, Monument tenia 133 habitants, 52 habitatges, i 35 famílies. La densitat de població era de 270,3 habitants/km².
Dels 52 habitatges en un 38,5% hi vivien nens de menys de 18 anys, en un 63,5% hi vivien parelles casades, en un 0% dones solteres, i en un 30,8% no eren unitats familiars. En el 28,8% dels habitatges hi vivien persones soles el 13,5% de les quals corresponia a persones de 65 anys o més que vivien soles. El nombre mitjà de persones vivint en cada habitatge era de 2,56 i el nombre mitjà de persones que vivien en cada família era de 3,17.
Per edats la població es repartia de la següent manera: un 27,1% tenia menys de 18 anys, un 5,3% entre 18 i 24, un 31,6% entre 25 i 44, un 23,3% de 45 a 60 i un 12,8% 65 anys o més.
L'edat mediana era de 36 anys. Per cada 100 dones de 18 o més anys hi havia 98 homes.
La renda mediana per habitatge era de 28.542 $ i la renda mediana per família de 31.250 $. Els homes tenien una renda mediana de 22.222 $ mentre que les dones 15.625 $. La renda per capita de la població era de 12.501 $. Cap de les famílies i el 5,6% de la població estaven per davall del llindar de pobresa.

## Poblacions més properes
El següent diagrama mostra les poblacions més properes.